# Christine Blasey Ford
Christine Margaret Blasey Ford (novembre 1966) è una psicologa statunitense, docente all'Università di Palo Alto e ricercatrice di psicologia presso la Stanford University School of Medicine.
È specializzata nella progettazione di modelli statistici per progetti di ricerca. Nel corso della sua carriera accademica, Ford ha lavorato come docente al programma di psicologia clinica collaborativa della Stanford University School of Medicine.
A settembre 2018, Ford ha pubblicamente sostenuto che l'allora candidato alla Corte suprema degli Stati Uniti d'America Brett Kavanaugh l'avrebbe molestata sessualmente a Bethesda in Maryland, quando erano adolescenti durante l'estate del 1982. Ha testimoniato sulle sue accuse durante un'udienza della commissione giudiziaria del Senato riguardo alla nomina di Kavanaugh alla Corte Suprema alla fine di quel mese.

## Biografia

### Infanzia e educazione
Ford è cresciuta nella periferia di Washington. I suoi genitori sono Paula K. e Ralph G. Blasey Jr. che al settembre 2018 avevano rispettivamente 80 e 83 anni. I suoi fratelli sono Tom e Ralph III. Dal 1978 al 1984 ha frequentato la Holton-Arms School, una scuola privata di preparazione universitaria per ragazze a Bethesda in Maryland. Mentre era nella sua squadra sportiva regionale di tuffi, ha accompagnato il tuffatore Greg Louganis in un viaggio alla Casa Bianca per affrontare il boicottaggio delle Olimpiadi estive del 1980.
Si è laureata in psicologia sperimentale nel 1988 presso l'Università della Carolina del Nord a Chapel Hill. Ha conseguito una laurea magistrale in psicologia clinica presso l'Università Pepperdine nel 1991. Nel 1996, ha conseguito un dottorato di ricerca in psicologia dell'educazione presso l'University of Southern California. La sua tesi del 1995 era intitolata Measuring Young Children's Coping Responses to Interpersonal Conflict. Nel 2009 ha conseguito una seconda laurea magistrale in epidemiologia, con particolare attenzione alla biostatistica, presso la Stanford University School of Medicine.

### Carriera
Ford ha iniziato a insegnare presso l'Università di Stanford nel 1988. Dal settembre 2018 insegna progettazione della ricerca e psicologia clinica dell'educazione presso l'Università di Palo Alto. Inoltre, partecipa a programmi educativi con la Stanford University School of Medicine come membro di un consorzio con l'Università di Palo Alto. Attraverso questo consorzio, chiamato Pacific Graduate School of Psychology (PGSP), Ford insegna materie quali la psicometria, metodologie di studio e statistiche. Ha anche svolto attività di consulenza per diverse aziende farmaceutiche. Ha lavorato come direttrice della biostatistica presso Corcept Therapeutics e ha collaborato con gli statistici della Food and Drug Administration. È ampiamente pubblicata nel suo campo.
Ford "è specializzata nella progettazione di modelli statistici per progetti di ricerca al fine di garantire che giungano a conclusioni accurate" come riassunto da Helena Chmura Kraemer, una professoressa emerita di Stanford in biostatistica che ha scritto un libro e diversi articoli con Ford. Ford ha anche scritto o co-scritto diversi libri su temi psicologici, tra cui la depressione. Tra i suoi altri temi di ricerca pubblicati in articoli di riviste accademiche si annoverano gli abusi minorili e gli attentati dell'11 settembre 2001. Nel 2015, è stata co-autrice di un libro intitolato How Many Subjects? Statistical Power Analysis in Research. La sua ricerca sull'impatto sociale del nascondere il proprio orientamento sessuale è stata pubblicata nel 2016 sulla rivista Behavior Therapy e recensita dallo psicologo William Gibson della American Psychological Association che ha trovato che la loro ricerca "dimostra che le questioni di identità hanno rilevanza per la salute mentale in modi che molto del lavoro precedente non riesce a trovare". Da quando ha presentato le accuse di aggressione sessuale nei confronti di Brett Kavanaugh, Ford non è stata in grado di riprendere l'insegnamento all'Università di Palo Alto.

### Vita privata
Ford viveva a Palo Alto in California, con il marito Russell Ford, che ha sposato nel 2002, e i loro due figli. Da quando ha denunciato Brett Kavanaugh, si è trasferita più volte. È la zia dell'attrice e cantante Bridgit Mendler.
Ford è registrata come democratica e ha dato piccoli contributi alle organizzazioni politiche. Nel 2017 ha partecipato a una marcia locale della Women's March on Washington per protestare contro il presidente Donald Trump e ha partecipato a una marcia per la scienza a San Francisco per protestare contro i tagli alla ricerca da parte della presidenza di Donald Trump.

## Riconoscimenti
The Wing, una rete di collaborazione e un club per donne, ha intitolato la sala conferenze nella sede centrale di San Francisco a Ford. Nel novembre 2018, un GoFundMe avviato da Heidi Li Feldman, professoressa di diritto della Università di Georgetown, ha raccolto 30.000 dollari per finanziare una cattedra o una borsa di studio a suo nome. Nello stesso anno, la rivista Time ha incluso Ford nella sua lista ristretta di Persona dell'anno. L'11 dicembre 2018, Ford ha consegnato il premio "Inspiration of the Year" di Sports Illustrated a Rachael Denhollander. Inoltre, Ford è stata selezionata per il premio University of North Carolina at Chapel Hill Distinguished Alumna per aver "detto la verità al potere" quando ha reso pubbliche le sue accuse di violenza sessuale contro Brett Kavanaugh.

## Accuse di aggressione sessuale nei confronti di Brett Kavanaugh
All'inizio di luglio 2018, dopo che il giudice Brett Kavanaugh è stato segnalato come uno dei Giudici associati della Corte suprema degli Stati Uniti d'America, Ford ha contattato sia The Washington Post che il membro del Congresso Anna Eshoo. Il 20 luglio, undici giorni dopo che Trump ha nominato Kavanaugh, Eshoo ha incontrato Ford, convincendosi della sua credibilità e notando che Ford sembrava "terrorizzata" dal fatto che la sua identità di accusatrice potesse diventare pubblica. Eshoo e Ford decisero di portare la questione alla senatrice Dianne Feinstein, uno dei senatori di Ford in California e il membro più anziano del Partito Democratico nella Commissione giudiziaria del Senato che avrebbe deliberato la nomina di Kavanaugh. In una lettera del 30 luglio 2018 a Feinstein, Ford sosteneva che Kavanaugh la avesse molestata sessualmente quando entrambi erano al liceo a Bethesda, nel Maryland, e affermava che si aspettava che la sua storia rimanesse confidenziale. In agosto, Ford fece un test alla macchina della verità con un ex agente dell'FBI, il quale concluse che Ford era sincera nell'attestare l'esattezza delle sue accuse.

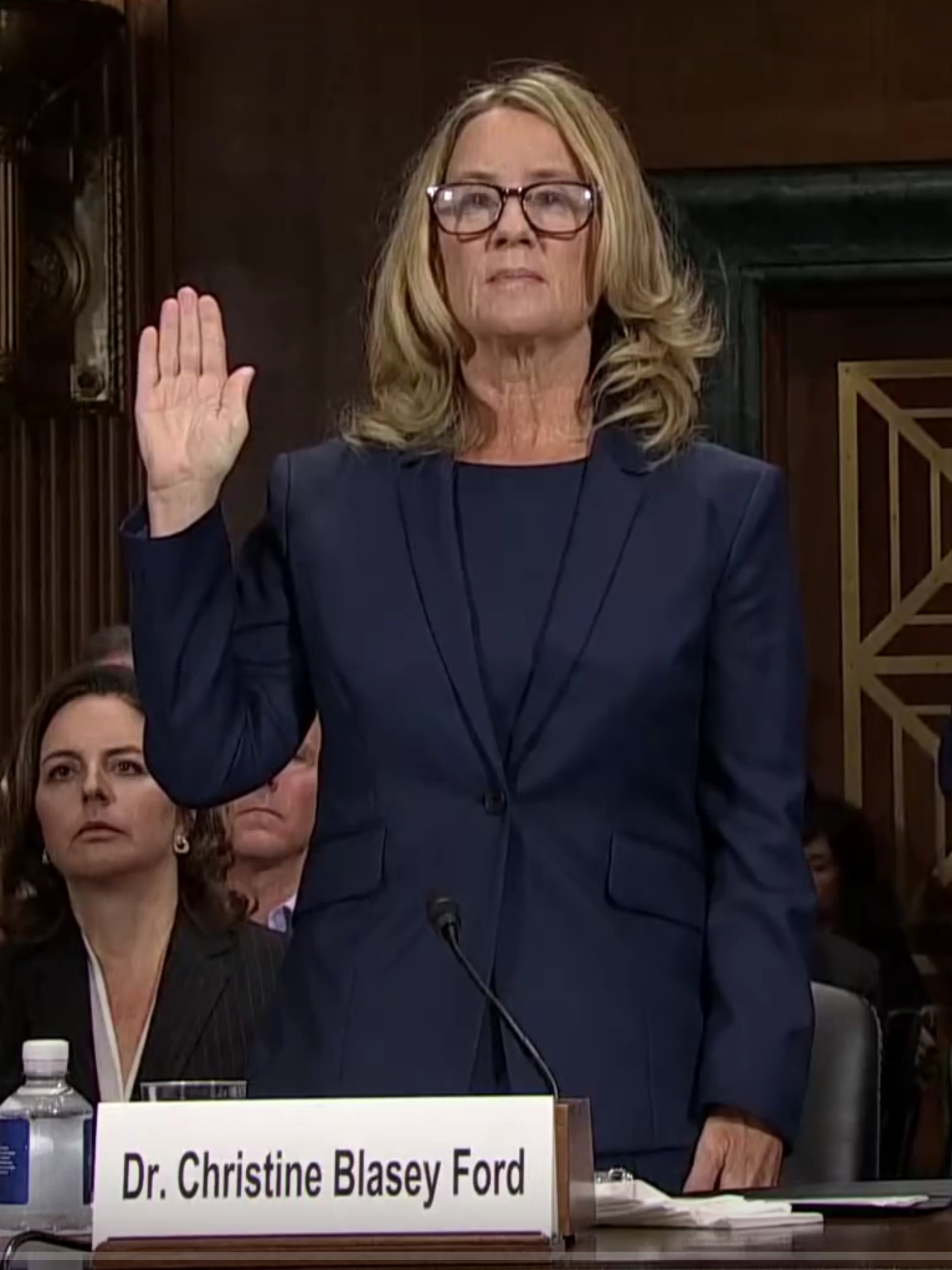
Ford mentre prestava giuramento

A causa del suo impegno di riservatezza nei confronti di Ford, Feinstein non ha affrontato la questione nella procedura di conferma iniziale di Kavanaugh. Il 12 settembre, The Intercept riportava (senza nominare Ford) che la Feinstein nascondeva un documento relativo a Kavanaugh ai colleghi del comitato giudiziario democratico. Il 13 settembre Feinstein rinviava la lettera di Ford all'FBI, che ripeteva il nome di Ford e inoltrava la lettera alla Casa Bianca come aggiornamento del controllo dei precedenti di Kavanaugh. La Casa Bianca a sua volta inviò la lettera all'intera Commissione giudiziaria del Senato.
Il 16 settembre, dopo che i media hanno pubblicato accuse anonime e i giornalisti hanno iniziato a risalire alla sua identità, Ford è divenuta nota. Ford aveva lottato con la scelta di far conoscere la sua identità, ponderando il potenziale impatto negativo che avrebbe potuto avere su di lei, ma alla fine ha parlato con The Washington Post, sostenendo che Kavanaugh la avesse aggredita sessualmente nell'estate del 1982 quando lei aveva 15 anni e lui 17 anni. Disse che, mentre il suo amico Mark Judge guardava, Kavanaugh, ubriaco, la manteneva sdraiata su un letto con il suo corpo, schiacciandola e palpeggiandola, coprendola in bocca quando lei cercava di urlare e cercando di togliersi i vestiti. Trovandosi in difficoltà a respirare, pensava che Kavanaugh l'avrebbe uccisa accidentalmente. Raccontava di essere fuggita quando Judge salì sul letto e li rovesciò. Come conferma del suo racconto, Ford ha dato i risultati del poligrafo così come note di sessione dal suo terapeuta di coppie scritte nel 2012.
Gli appunti del terapeuta non menzionano Kavanaugh, ma riportano l'affermazione di Ford di essere stata aggredita da studenti "di una scuola maschile elitaria", che poi sono diventati "membri della società di Washington altamente rispettati e di alto livello". Le note del terapeuta dicono anche che erano coinvolti quattro ragazzi, cosa che Ford attribuisce a un errore del terapeuta; Ford ha detto nel 2018 che quattro ragazzi erano alla festa, ma solo due erano coinvolti nella vicenda. Il marito di Ford ha ricordato che aveva usato il cognome di Kavanaugh nella sua descrizione della vicenda del 2012. In una sessione di terapia individuale nel 2013, Ford ha descritto un "tentativo di stupro" che si è verificato nella sua tarda adolescenza. Kavanaugh ha negato le accuse di Ford. Gli avvocati Debra Katz, Lisa Blanks e Michael Bromwich hanno rappresentato Ford pro bono nel corso della divulgazione delle sue dichiarazioni su Kavanaugh. Il consigliere democratico Ricki Seidman, che ha contribuito a preparare Anita Hill per la sua testimonianza contro Clarence Thomas durante la sua udienza di nomina alla Corte Suprema del 1991, è stato chiamato per consigliare personalmente Ford nella gestione di un'eventuale udienza.

Il 18 settembre gli avvocati di Ford hanno inviato una lettera al presidente della Commissione giudiziaria del Senato Chuck Grassley chiedendo che l'FBI indaghi sul caso prima che il Senato tenga udienza sulle accuse di Ford per "garantire che i fatti e i testimoni cruciali in questo caso siano valutati in modo non partigiano, e che la Commissione sia pienamente informata prima di condurre qualsiasi udienza o prendere qualsiasi decisione". La lettera ha inoltre sottolineato il significativo sostegno pubblico che Ford ha ricevuto, ma anche le gravi molestie, comprese le minacce di morte, che hanno costretto Ford a lasciare la sua casa. Lo stesso giorno, una campagna crowdfunding è stata creata per coprire i costi della sicurezza di Ford, superando il suo obiettivo di 100.000 dollari in meno di 24 ore.
Il 21 settembre, il presidente Trump ha twittato su Ford, dicendo che se le accuse di Ford fossero vere, lei o i suoi genitori avrebbero denunciato l'accaduto al momento dell'evento. Fortune ha definito il tweet un tentativo "di minare la sua accusa" e la senatrice repubblicana Susan Collins, considerata un voto chiave per la nomina di Kavanaugh, ha dichiarato di essere "sconvolta" dal tweet di Trump, definendolo "inappropriato e sbagliato". Le dichiarazioni di Trump su Ford hanno spinto le vittime di violenza sessuale ad avviare un tweeting utilizzando l'hashtag #WhyIDidntReport per condividere le ragioni del silenzio. Trump ha rilasciato diverse altre dichiarazioni, tra cui un tweet in cui si afferma che Kavanaugh era "sotto assalto da parte di politici radicali di sinistra".
Il 27 settembre, la commissione giudiziaria del Senato ha tenuto un'ulteriore giornata di udienze pubbliche per discutere le sue accuse. Ford e Kavanaugh erano gli unici testimoni in programma. Ford ha testimoniato che Kavanaugh "mi ha palpeggiata cercando di togliermi i vestiti" e che "ho creduto che stesse per violentarmi". Kavanaugh aveva precedentemente negato tutte le accuse di violenza sessuale in quanto " totalmente false e oltraggiose" e aveva testimoniato separatamente nel corso della giornata. I membri repubblicani del comitato non hanno interrogato direttamente Ford mentre questo è stato fatto da Rachel Mitchell, un procuratore nominato dalla maggioranza repubblicana del comitato per interrogare Ford a loro nome. Alternativamente alle domande di Mitchell, i membri della commissione democratica hanno interrogato Ford.
Dopo l'udienza, Mitchell ha prodotto un rapporto in cui si afferma che "non c'è un livello minimo di prova durante il processo di conferma del Senato" e ha detto di "non pensare che un procuratore ragionevole avrebbe presentato questo caso sulla base delle prove esaminate dal Comitato" e che non "ritiene che tali prove siano sufficienti a soddisfare l'onere della prova". Mitchell ha dichiarato che ci sono state molteplici incongruenze nella testimonianza di Ford. Alcuni hanno usato queste incongruenze per sostenere che Ford si sia ricordata erroneamente dell'evento. Tuttavia, gli psicologi che studiano la memoria hanno spiegato come i ricordi traumatici siano spesso poco chiari e incompleti. Ford ha elencato diverse persone che erano presenti durante la festa tra cui "Mark Judge, Patrick "PJ" Smyth e il suo amico di sempre Leland Keyser". Le tre persone citate hanno presentato dichiarazioni al Comitato "negando qualsiasi ricordo della festa". Anche su questo punto, gli psicologi che studiano la memoria hanno osservato che non è sorprendente che questa festa non si sia distinta per altri che hanno partecipato ma non hanno vissuto un evento "particolarmente degno di essere ricordato". Mitchell ha detto che il caso di Ford era "ancora più debole" del tipico caso "lui dice, lei dice" perché altri testimoni identificati da Ford "o hanno smentito le sue accuse, o non sono riusciti a confermarle".
Il 28 settembre, dopo una richiesta del senatore americano Jeff Flake, seguita da una richiesta della commissione giudiziaria del Senato, il presidente Trump ha ordinato un'indagine supplementare dell'FBI sulle accuse di aggressione sessuale contro Kavanaugh. Il 3 ottobre, NBC News ha riferito che Ford, Kavanaugh e decine di altri testimoni non sono stati intervistati dall'FBI a causa delle restrizioni imposte dalla Casa Bianca. Il rapporto riservato dell'FBI è stato mostrato privatamente ai membri del Congresso il 4 ottobre; il presidente del comitato giudiziario Chuck Grassley ha detto che non c'era nulla di nuovo nel rapporto e nessuna conferma delle accuse. Il 5 ottobre, gli avvocati di Ford hanno dichiarato che lei non aveva rimpianti per essersi fatta avanti, e non vuole che Kavanaugh venga incriminato se i democratici prendessero il controllo del Congresso.
Quando il conto di GoFundMe istituito a nome di Ford è stato chiuso ad ulteriori donazioni, aveva raccolto 647.610 dollari. Al 21 novembre 2018, Ford aveva usato parte del denaro per coprire i costi della sicurezza per proteggere se stessa e la sua famiglia, ma si è impegnata a donare il resto alle organizzazioni che sostengono i sopravvissuti ai traumi.
Ford ha ricevuto un contraccolpo notevole per aver denunciato Brett Kavanaugh, affrontando una serie di intimidazioni che hanno incluso minacce di morte. Durante la sua testimonianza, Ford ha dichiarato: "Sono stata definita con i nomi più vili e odiosi che si possano immaginare. Alcune persone hanno pubblicato le mie informazioni personali su Internet. Questo ha portato a ulteriori e-mail, chiamate e minacce. Io e la mia famiglia siamo stati costretti a trasferirci da casa nostra". Nonostante la conferma di Kavanaugh alla Corte Suprema, queste minacce non si sono fermate. Nel novembre 2018, Ford ha dichiarato di essere ancora perseguitata e minacciata e di aver dovuto trasferirsi quattro volte nel corso dal momento in cui aveva denunciato Kavanaugh, oltre ad assumere la sicurezza privata. Di conseguenza, non è stata in grado di riprendere l'insegnamento all'Università di Palo Alto.

## Opere

### Libri
- Helena Chmura Kraemer e Christine Blasey Ford, How Many Subjects? Statistical Power Analysis in Research, Sage Publishing, 2016, ISBN 9781483319544, OCLC 903436298.

### Capitoli di libri
- Christine Margaret, Alan F. Schatzberg, Ford Blasey, Joseph K. Belanoff e Charles DeBattista, Adult Psychopharmacology, in Gerald Paul Koocher, John C. Norcross e Beverly Greene (a cura di), Psychologists' Desk Reference, Oxford University Press, 2005, ISBN 9780199845491, OCLC 828265237.
- Christine Margaret Blasey Ford e Kirti Saxena, Handbook of Mental Health Interventions in Children and Adolescents: An Integrated Developmental Approach, a cura di Hans Steiner, Jossey-Bass, 2004, ISBN 078796154X, OCLC 54073823.